# Гніп Михайло Оксентійович
Миха́йло Оксе́нтійович Гніп  (1900 — ?) — український історик, архівіст.

## Життєпис
Працював у Полтаві й Харкові. 1934 був засланий.

## Наукова діяльність
Співробітник Науково-дослідного інституту історії української культури імені академіка Дмитра Багалія . 

Гніп був співробітником Комісії Лівобережжя та Слобідської України УАН (1927—1928 ) та соціально-економічної Комісії історії України.

## Відомі праці
- Гніп, Михайло. Громадський рух 1860-х рр. на Україні / М. Гніп. — [Полтава]: Держвидав України, 1930. – 236 с. : іл. кн. 1 Полтавська громада